# Hohendubrau
Hohendubrau (en sorabo Wysoka Dubrawa) es un municipio situado en el distrito de Görlitz, en el estado federado de Sajonia (Alemania), a una altitud de 130 metros. Su población a finales de 2016 era de unos 1000 habs. y su densidad poblacional, 42 hab/km².